# Football League Two 2011-2012
La Football League Two 2011-2012, conosciuta anche con il nome di Npower League Two per motivi di sponsorizzazione, è stato il 54º campionato inglese di calcio di quarta divisione, nonché l'8º con la denominazione di League Two.
La stagione regolare ha avuto inizio il 6 agosto 2011 e si è conclusa il 5 maggio 2012, mentre i play off si sono svolti tra il 12 ed il 27 maggio 2012. Ad aggiudicarsi la vittoria è stato lo Swindon Town, che dopo ventisei anni è riuscito a vincere il secondo titolo di quarta divisione della sua storia ed a ritornare dopo una sola stagione nella serie superiore. Le altre tre promozioni in Football League One, sono state invece conseguite dallo Shrewsbury Town (2º classificato), dalla matricola Crawley Town (3º classificata, che al debutto nel calcio professionistico ha ottenuto subito la promozione in terza divisione) e dal Crewe Alexandra (vincitore dei play off).
Capocannonieri del torneo sono stati quattro calciatori con 18 reti a testa: Izale McLeod (Barnet), Jack Midson (AFC Wimbledon), Adebayo Akinfenwa (Northampton Town) e Lewis Grabban (Rotherham United).

## Stagione

### Novità
Al termine della stagione precedente, insieme ai campioni di lega del Chesterfield (al terzo titolo di quarta divisione della loro storia), salirono direttamente in Football League One anche il Bury (2º classificato) ed il Wycombe Wanderers (3º classificato). Mentre lo Stevenage, 6º classificato, raggiunse la promozione attraverso i play-off. Il Lincoln City e lo Stockport County (quest'ultimo alla seconda retrocessione consecutiva, si ritrovò dopo centoquindici anni fuori dalla Football League), non riuscirono invece a mantenere la categoria e scesero in Conference League Premier.
Queste sei squadre furono rimpiazzate dalle quattro retrocesse dalla Football League One: Dagenham & Redbridge, Bristol Rovers, Plymouth Argyle (incappato nella seconda retrocessione consecutiva e relegato dopo dieci anni in quarta divisione) e Swindon Town e dalle due promosse provenienti dalla Conference League Premier: Crawley Town (all'esordio fra i professionisti) ed AFC Wimbledon (che dopo la fondazione nel 2002, in seguito al trasferimento della vecchia società a Milton Keynes, ha ottenuto cinque promozioni in nove anni, arrivando per la prima volta in League Two).

### Formula
Le prime tre classificate venivano promosse direttamente in Football League One, insieme alla vincente dei play off a cui partecipavano le squadre giunte dal 4º al 7º posto. Mentre le ultime due classificate retrocedevano in Conference League Premier.

## Squadre partecipanti
| Squadra              | Città                       | Stadio                             | Stagione precedente                             |
| -------------------- | --------------------------- | ---------------------------------- | ----------------------------------------------- |
| Accrington Stanley   | Accrington                  | Crown Ground                       | 5º posto in Football League Two                 |
| Aldershot Town       | Aldershot                   | Recreation Ground                  | 14º posto in Football League Two                |
| AFC Wimbledon        | Londra (Wimbledon)          | Kingsmeadow (Kingston upon Thames) | 2º posto in Conference League Premier, promosso |
| Barnet               | Londra (High Barnet)        | Underhill Stadium                  | 22º posto in Football League Two                |
| Bradford City        | Bradford                    | Valley Parade                      | 18º posto in Football League Two                |
| Bristol Rovers       | Bristol                     | Memorial Stadium                   | 22º posto in Football League One, retrocesso    |
| Burton Albion        | Burton upon Trent           | Pirelli Stadium                    | 19º posto in Football League Two                |
| Cheltenham Town      | Cheltenham                  | Whaddon Road                       | 17º posto in Football League Two                |
| Crawley Town         | Crawley                     | Broadfield Stadium                 | 1º posto in Conference League Premier, promosso |
| Crewe Alexandra      | Crewe                       | Alexandra Stadium                  | 10º posto in Football League Two                |
| Dagenham & Redbridge | Londra (Barking e Dagenham) | Victoria Road                      | 21º posto in Football League One, retrocesso    |
| Gillingham           | Gillingham                  | Priestfield Stadium                | 8º posto in Football League Two                 |
| Hereford United      | Hereford                    | Edgar Street                       | 21º posto in Football League Two                |
| Macclesfield Town    | Macclesfield                | Moss Rose                          | 15º posto in Football League Two                |
| Morecambe            | Morecambe                   | Globe Arena                        | 20º posto in Football League Two                |
| Northampton Town     | Northampton                 | Sixfields Stadium                  | 16º posto in Football League Two                |
| Oxford United        | Oxford                      | Kassam Stadium                     | 12º posto in Football League Two                |
| Plymouth Argyle      | Plymouth                    | Home Park                          | 23º posto in Football League One, retrocesso    |
| Port Vale            | Stoke-on-Trent              | Stoke-on-Trent (Burslem)           | 11º posto in Football League Two                |
| Rotherham United     | Rotherham                   | Don Valley Stadium (Sheffield)     | 9º posto in Football League Two                 |
| Shrewsbury Town      | Shrewsbury                  | New Meadow                         | 4º posto in Football League Two                 |
| Southend United      | Southend-on-Sea             | Roots Hall                         | 13º posto in Football League Two                |
| Swindon Town         | Swindon                     | County Ground                      | 24º posto in Football League One, retrocesso    |
| Torquay United       | Torquay                     | Plainmoor                          | 7º posto in Football League Two                 |

## Classifica Finale
|  | Pos. | Squadra            | Pt | G  | V  | N  | P  | GF | GS | DR  |
|  | ---- | ------------------ | -- | -- | -- | -- | -- | -- | -- | --- |
|  | 1.   | Swindon Town       | 93 | 46 | 29 | 6  | 11 | 75 | 32 | +43 |
|  | 2.   | Shrewsbury Town    | 88 | 46 | 26 | 10 | 10 | 66 | 41 | +25 |
|  | 3.   | Crawley Town       | 84 | 46 | 23 | 15 | 8  | 76 | 54 | +22 |
|  | 4.   | Southend Utd       | 83 | 46 | 25 | 8  | 13 | 77 | 48 | +29 |
|  | 5.   | Torquay Utd        | 81 | 46 | 23 | 12 | 11 | 63 | 50 | +13 |
|  | 6.   | Cheltenham Town    | 77 | 46 | 23 | 8  | 15 | 66 | 50 | +16 |
|  | 7.   | Crewe Alexandra    | 72 | 46 | 20 | 12 | 14 | 67 | 59 | +8  |
|  | 8.   | Gillingham         | 70 | 46 | 20 | 10 | 16 | 79 | 62 | +17 |
|  | 9.   | Oxford Utd         | 68 | 46 | 19 | 10 | 16 | 77 | 62 | +15 |
|  | 10.  | Rotherham Utd      | 67 | 46 | 18 | 13 | 15 | 67 | 63 | +4  |
|  | 11.  | Aldershot Town     | 66 | 46 | 19 | 9  | 18 | 54 | 52 | +2  |
|  | 12.  | Port Vale          | 59 | 46 | 20 | 9  | 17 | 68 | 60 | +8  |
|  | 13.  | Bristol Rovers     | 57 | 46 | 15 | 12 | 19 | 60 | 70 | -10 |
|  | 14.  | Accrington Stanley | 57 | 46 | 14 | 15 | 17 | 54 | 66 | -12 |
|  | 15.  | Morecambe          | 56 | 46 | 14 | 14 | 18 | 63 | 57 | +6  |
|  | 16.  | AFC Wimbledon      | 54 | 46 | 15 | 9  | 22 | 62 | 78 | -16 |
|  | 17.  | Burton Albion      | 54 | 46 | 14 | 12 | 20 | 54 | 81 | -27 |
|  | 18.  | Bradford City      | 50 | 46 | 12 | 14 | 20 | 54 | 59 | -5  |
|  | 19.  | Dag & Red          | 50 | 46 | 14 | 8  | 24 | 50 | 72 | -22 |
|  | 20.  | Northampton Town   | 48 | 46 | 12 | 12 | 22 | 56 | 79 | -23 |
|  | 21.  | Plymouth           | 46 | 46 | 10 | 16 | 20 | 47 | 64 | -17 |
|  | 22.  | Barnet             | 46 | 46 | 12 | 10 | 24 | 52 | 79 | -27 |
|  | 23.  | Hereford Utd       | 44 | 46 | 10 | 14 | 22 | 50 | 70 | -20 |
|  | 24.  | Macclesfield Town  | 37 | 46 | 8  | 13 | 25 | 39 | 64 | -25 |

Legenda:
      Promosso in Football League One 2012-2013.
  Ammesso ai play-off.
      Retrocesso in Conference League Premier 2012-2013.
Regolamento:
Tre punti a vittoria, uno a pareggio, zero a sconfitta.
In caso di arrivo di due o più squadre a pari punti, la graduatoria verrà stilata secondo i seguenti criteri:
- differenza reti
- maggior numero di gol segnati

Note:

Il Port Vale è stato sanzionato con 10 punti di penalizzazione per essere entrato sotto amministrazione finanziaria.

## Risultati

### Calendario
Il calendario è stato stilato il 17 giugno 2011 insieme a quelli degli altri campionati della Football League.
| andata     | 1ª giornata               | ritorno      |
| 6 ago 2011 |                           | 17 mar. 2012 |
| 2-3        | Wimbledon-Bristol Rovers  | 0-1          |
| 1-2        | Bradford-Aldershot        | 0-1          |
| 1-0        | Gillingham-Cheltenham     | 3-0          |
| 0-1        | Macclesfield-Dag & Red    | 0-2          |
| 0-1        | Morecambe-Barnet          | 2-0          |
| 0-0        | Northampton-Accrington S. | 1-2          |
| 2-2        | Port Vale-Crawley Town    | 2-3          |
| 1-0        | Rotherham-Oxford United   | 1-2          |
| 1-1        | Shrewsbury-Plymouth       | 0-1          |
| 1-0        | Southend-Hereford         | 3-2          |
| 3-0        | Swindon-Crewe             | 0-2          |
| 2-2        | Torquay-Burton Albion     | 4-1          |

| andata       | 4ª giornata             | ritorno     |
| 20 ago. 2011 |                         | 3 mar. 2012 |
| 1-1          | Wimbledon-Hereford      | 1-2         |
| 0-1          | Bradford-Dag & Red      | 0-1         |
| 3-0          | Gillingham-Plymouth     | 1-0         |
| 0-0          | Macclesfield-Bristol R. | 0-0         |
| 2-0          | Morecambe-Aldershot     | 0-1         |
| 2-3          | Northampton-Cheltenham  | 2-2         |
| 4-1          | Port Vale-Accrington S. | 2-2         |
| 2-2          | Rotherham-Barnet        | 1-1         |
| 2-0          | Shrewsbury-Crewe        | 1-1         |
| 0-1          | Southend-Burton Albion  | 2-0         |
| 1-2          | Swindon-Oxford Utd      | 0-2         |
| 1-3          | Torquay-Crawley Town    | 1-0         |

| andata       | 7ª giornata              | ritorno      |
| 10 set. 2011 |                          | 28 gen. 2012 |
| 1-1          | Aldershot-Wimbledon      | 2-1          |
| 2-2          | Bradford-Bristol Rovers  | 1-2          |
| 2-0          | Cheltenham-Macclesfield  | 3-1          |
| 3-1          | Crewe-Barnet             | 0-2          |
| 1-1          | Gillingham-Accrington S. | 3-4          |
| 6-0          | Morecambe-Crawley        | 1-1          |
| 0-0          | Northampton-Torquay      | 0-1          |
| 2-2          | Oxford Utd-Burton Albion | 1-1          |
| 0-2          | Plymouth-Port Vale       | 0-1          |
| 3-1          | Rotherham-Dag & Red      | 2-3          |
| 3-1          | Shrewsbury-Hereford      | 2-0          |
| 2-0          | Swindon-Southend         | 4-1          |

| andata      | 10ª giornata             | ritorno      |
| 24 set 2011 |                          | 11 feb. 2012 |
| 0-1         | Aldershot-Crawley Town   | 2-2          |
| 1-2         | Bradford-AFC Wimbledon   | 1-3          |
| 0-0         | Cheltenham-Hereford      | 1-1          |
| 1-1         | Crewe-Port Vale          | 1-1          |
| 3-1         | Gillingham-Burton Albion | 0-1          |
| 2-3         | Morecambe-Bristol Rovers | 1-2          |
| 2-1         | Northampton-Dag & Red    | 1-0          |
| 1-1         | Oxford Utd-Accrington S. | 2-0          |
| 2-0         | Plymouth-Macclesfield    | 1-1          |
| 0-4         | Rotherham-Southend       | 2-0          |
| 2-0         | Shrewsbury-Torquay       | 0-1          |
| 4-0         | Swindon-Barnet           | 2-0          |

| andata      | 13ª giornata               | ritorno      |
| 15 ott 2011 |                            | 25 feb. 2012 |
| 1-3         | AFC Wimbledon-Crewe        | 3-3          |
| 0-2         | Accrington S.-Swindon      | 0-2          |
| 2-1         | Barnet-Aldershot           | 1-4          |
| 5-2         | Bristol Rovers-Rotherham   | 1-0          |
| 0-2         | Burton Albion-Cheltenham   | 0-2          |
| 2-1         | Crawley T.-Shrewsbury      | 1-2          |
| 2-3         | Dag & Red-Plymouth         | 0-0          |
| 2-0         | Hereford-Bradford          | 1-1          |
| 1-1         | Macclesfield-Oxford United | 1-1          |
| 3-0         | Port Vale-Northampton      | 2-1          |
| 1-1         | Southend-Morecambe         | 0-1          |
| 2-5         | Torquay-Gillingham         | 0-2          |

| andata       | 16ª giornata             | ritorno     |
| 29 ott. 2011 |                          | 5 mag. 2012 |
| 3-1          | Aldershot-Crewe          | 2-2         |
| 3-6          | Barnet-Burton Albion     | 2-1         |
| 2-0          | Bristol Rovers-Dag & Red | 0-4         |
| 2-1          | Cheltenham-Plymouth      | 2-1         |
| 1-1          | Crawley Town-Accrington  | 1-0         |
| 0-2          | Macclesfield-Southend    | 0-2         |
| 2-1          | Morecambe-Gillingham     | 0-2         |
| 1-1          | Northampton-Rotherham    | 1-1         |
| 2-1          | Oxford United-Port Vale  | 0-3         |
| 0-0          | Shrewsbury-Wimbledon     | 1-3         |
| 0-0          | Swindon-Bradford         | 0-0         |
| 2-0          | Torquay-Hereford         | 2-3         |

| andata       | 19ª giornata            | ritorno      |
| 26 nov. 2011 |                         | 24 mar. 2012 |
| 3-0          | Accrington S.-Dag & Red | 1-2          |
| 2-1          | Barnet-Macclesfield     | 0-0          |
| 3-2          | Burton Albion-Wimbledon | 0-4          |
| 1-0          | Crewe-Hereford          | 1-0          |
| 0-0          | Gillingham-Bradford     | 2-2          |
| 1-3          | Oxford Utd-Cheltenham   | 0-0          |
| 4-1          | Plymouth-Northampton    | 0-0          |
| 0-0          | Port Vale-Torquay       | 1-2          |
| 1-2          | Rotherham-Crawley T.    | 0-3          |
| 2-0          | Shrewsbury-Morecambe    | 1-0          |
| 1-1          | Southend-Bristol Rovers | 0-1          |
| 2-0          | Swindon-Aldershot       | 1-2          |

| andata      | 22ª giornata            | ritorno      |
| 26 dic.2011 |                         | 20 mar. 2012 |
| 0-2         | Wimbledon-Oxford Utd    | 0-1          |
| 2-0         | Aldershot-Southend      | 1-0          |
| 3-0         | Bradford-Crewe          | 0-1          |
| 2-3         | Bristol Rovers-Plymouth | 1-1          |
| 0-0         | Cheltenham-Shrewsbury   | 0-2          |
| 1-2         | Crawley Town-Gillingham | 1-0          |
| 3-0         | Dag & Red-Barnet        | 2-2          |
| 1-2         | Hereford-Port Vale      | 0-1          |
| 0-0         | Macclesfield-Rotherham  | 2-4          |
| 1-2         | Morecambe-Accrington S. | 1-1          |
| 2-3         | Northampton-Burton A.   | 1-0          |
| 1-0         | Torquay-Swindon         | 0-2          |

| andata       | 2ª giornata             | ritorno      |
| 13 ago. 2011 |                         | 10 mar. 2012 |
| 1-0          | Accrington S.-Southend  | 2-2          |
| 0-1          | Aldershot-Northampton   | 1-3          |
| 1-3          | Barnet-Port Vale        | 2-1          |
| 1-2          | Bristol Rovers-Torquay  | 2-2          |
| 1-1          | Burton A.-Shrewsbury    | 0-1          |
| 1-0          | Cheltenham-Swindon      | 0-1          |
| 2-0          | Crawley T.-Macclesfield | 2-2          |
| 1-2          | Crewe-Gillingham        | 4-3          |
| 0-2          | Dag & Red-Wimbledon     | 1-2          |
| 0-3          | Hereford-Morecambe      | 1-0          |
| 1-1          | Oxford United-Bradford  | 1-2          |
| 1-4          | Plymouth-Rotherham      | 0-1          |

| andata       | 5ª giornata              | ritorno     |
| 27 ago. 2011 |                          | 7 gen. 2012 |
| 2-1          | Accrington-Burton Albion | 2-0         |
| 4-2          | Bradford-Barnet          | 4-0         |
| 0-0          | Bristol Rovers-Hereford  | 2-1         |
| 3-1          | Cheltenham-Crawley T.    | 3-1         |
| 1-1          | Dag & Red-Torquay        | 0-1         |
| 4-0          | Macclesfield-Wimbledon   | 2-1         |
| 0-2          | Northampton-Morecambe    | 2-1         |
| 1-1          | Oxford United-Aldershot  | 3-0         |
| 0-1          | Plymouth-Crewe           | 2-3         |
| 2-3          | Port Vale-Southend       | 0-3         |
| 3-0          | Rotherham-Gillingham     | 0-0         |
| 2-1          | Shrewsbury-Swindon       | 2-1         |

| andata       | 8ª giornata             | ritorno      |
| 13 set. 2011 |                         | 14 feb. 2012 |
| 0-3          | Wimbledon-Northampton   | 0-1          |
| 1-1          | Accrington S.-Rotherham | 0-1          |
| 2-0          | Barnet-Plymouth         | 0-0          |
| 1-0          | Bristol R.-Shrewsbury   | 0-1          |
| 1-0          | Burton Albion-Crewe     | 2-3          |
| 0-3          | Crawley Town-Swindon    | 0-3          |
| 0-1          | Dag & Red-Oxford United | 1-2          |
| 0-2          | Hereford-Aldershot      | 0-1          |
| 1-1          | Macclesfield-Morecambe  | 0-1          |
| 3-2          | Port Vale-Bradford      | 1-1          |
| 1-0          | Southend-Gillingham     | 2-1          |
| 2-2          | Torquay-Cheltenham      | 1-0          |

| andata       | 11ª giornata              | ritorno      |
| 1º ott. 2011 |                           | 21 gen. 2012 |
| 3-1          | AFC Wimbledon-Gillingham  | 4-3          |
| 3-2          | Accrington S.-Aldershot   | 0-0          |
| 1-2          | Barnet-Northampton        | 2-1          |
| 1-3          | Bristol Rovers-Cheltenham | 2-0          |
| 2-2          | Burton Albion-Bradford    | 1-1          |
| 2-0          | Crawley Town-Plymouth     | 1-1          |
| 2-1          | Dag & Red-Crewe           | 1-4          |
| 0-1          | Hereford-Oxford United    | 2-2          |
| 2-0          | Macclesfield-Swindon      | 0-1          |
| 2-0          | Port Vale-Rotherham       | 1-0          |
| 3-0          | Southend-Shrewsbury       | 1-2          |
| 1-1          | Torquay-Morecambe         | 2-1          |

| andata       | 14ª giornata             | ritorno      |
| 22 ott. 2011 |                          | 14 apr. 2012 |
| 2-5          | Wimbledon-Crawley Town   | 1-1          |
| 0-2          | Accrington S.-Cheltenham | 1-4          |
| 2-1          | Bradford-Northampton     | 3-1          |
| 2-1          | Burton A.-Bristol Rovers | 1-7          |
| 0-1          | Crewe-Macclesfield       | 2-2          |
| 2-5          | Dag & Red-Aldershot      | 1-1          |
| 1-0          | Gillingham-Oxford United | 0-0          |
| 1-0          | Hereford-Barnet          | 1-1          |
| 0-1          | Plymouth-Swindon         | 0-1          |
| 0-4          | Port Vale-Morecambe      | 0-0          |
| 1-1          | Rotherham-Shrewsbury     | 1-3          |
| 4-1          | Southend-Torquay         | 0-0          |

| andata      | 17ª giornata               | ritorno      |
| 5 nov. 2011 |                            | 28 apr. 2012 |
| 1-1         | AFC Wimbledon-Barnet       | 0-4          |
| 2-1         | Accrington-Bristol Rovers  | 1-5          |
| 0-1         | Bradford-Cheltenham        | 1-3          |
| 1-0         | Burton Albion-Macclesfield | 2-0          |
| 0-3         | Crewe-Torquay              | 1-1          |
| 0-2         | Dag & Red-Shrewsbury       | 0-1          |
| 4-3         | Gillingham-Northampton     | 1-1          |
| 1-1         | Hereford-Crawley Town      | 3-0          |
| 1-1         | Plymouth-Morecambe         | 2-2          |
| 0-2         | Port Vale-Swindon          | 0-5          |
| 2-0         | Rotherham-Aldershot        | 2-2          |
| 2-1         | Southend-Oxford United     | 2-0          |

| andata       | 20ª giornata            | ritorno      |
| 10 dic. 2011 |                         | 31 mar. 2012 |
| 0-2          | Wimbledon-Accrington S. | 1-2          |
| 1-0          | Aldershot-Shrewsbury    | 1-1          |
| 1-1          | Bradford-Plymouth       | 0-1          |
| 1-1          | Bristol Rovers-Swindon  | 0-0          |
| 3-0          | Cheltenham-Southend     | 0-4          |
| 3-0          | Crawley Town-Burton A.  | 0-0          |
| 1-2          | Dag & Red-Port Vale     | 1-0          |
| 2-3          | Hereford-Rotherham      | 1-0          |
| 0-0          | Macclesfield-Gillingham | 0-2          |
| 0-0          | Morecambe-Oxford Utd    | 2-1          |
| 1-1          | Northampton-Crewe       | 1-1          |
| 1-0          | Torquay-Barnet          | 1-0          |

| andata       | 23ª giornata            | ritorno     |
| 31 dic. 2011 |                         | 9 apr. 2012 |
| 1-4          | AFC Wimbledon-Southend  | 0-2         |
| 0-0          | Aldershot-Plymouth      | 0-1         |
| 3-1          | Bradford-Shrewsbury     | 0-1         |
| 2-5          | Bristol Rovers-Crewe    | 0-3         |
| 1-0          | Cheltenham-Rotherham    | 0-1         |
| 1-0          | Crawley Town-Barnet     | 2-1         |
| 2-1          | Dag & Red-Gillingham    | 2-1         |
| 1-1          | Hereford-Accrington S.  | 1-2         |
| 2-1          | Macclesfield-Port Vale  | 0-1         |
| 2-2          | Morecambe-Burton Albion | 2-3         |
| 1-2          | Northampton-Swindon     | 0-1         |
| 0-0          | Torquay-Oxford United   | 2-2         |

| andata      | 3ª giornata             | ritorno     |
| 16 ago.2011 |                         | 6 mar. 2012 |
| 1-0         | Accrington S.-Bradford  | 1-1         |
| 0-1         | Aldershot-Torquay       | 0-1         |
| 2-2         | Barnet-Gillingham       | 1-3         |
| 2-1         | Bristol R.-Northampton  | 2-3         |
| 1-1         | Burton Albion-Port Vale | 0-3         |
| 1-2         | Cheltenham-Morecambe    | 1-3         |
| 3-0         | Crawley Town-Southend   | 0-0         |
| 1-2         | Crewe-Rotherham         | 1-1         |
| 1-0         | Dag & Red-Swindon       | 0-4         |
| 0-4         | Hereford-Macclesfield   | 2-2         |
| 2-0         | Oxford Utd-Shrewsbury   | 2-2         |
| 0-2         | Plymouth-AFC Wimbledon  | 2-1         |

| andata     | 6ª giornata               | ritorno      |
| 3 set.2011 |                           | 14 gen. 2012 |
| 3-2        | AFC Wimbledon-Port Vale   | 2-1          |
| 1-0        | Aldershot-Cheltenham      | 0-2          |
| 0-0        | Barnet-Accrington Stanley | 3-0          |
| 2-1        | Burton Albion-Plymouth    | 1-2          |
| 4-1        | Crawley Town-Bristol R.   | 0-0          |
| 3-1        | Crewe-Oxford Utd          | 1-0          |
| 0-1        | Gillingham-Shrewsbury     | 0-2          |
| 1-0        | Hereford-Dag & Red        | 1-0          |
| 1-1        | Morecambe-Bradford        | 2-2          |
| 2-2        | Southend-Northampton      | 5-2          |
| 3-2        | Swindon-Rotherham         | 2-1          |
| 3-0        | Torquay-Macclesfield      | 2-1          |

| andata       | 9ª giornata              | ritorno     |
| 17 set. 2011 |                          | 4 feb. 2012 |
| 4-1          | Wimbledon-Cheltenham     | 0-0         |
| 0-2          | Accrington Stanley-Crewe | 0-2         |
| 0-2          | Barnet-Oxford United     | 1-2         |
| 0-1          | Bristol Rovers-Aldershot | 0-1         |
| 2-0          | Burton Albion-Swindon    | 0-2         |
| 3-1          | Crawley Town-Bradford    | 2-1         |
| 1-2          | Dag & Red-Morecambe      | 2-1         |
| 1-6          | Hereford-Gillingham      | 4-5         |
| 3-1          | Macclesfield-Northampton | 2-3         |
| 2-3          | Port Vale-Shrewsbury     | 0-1         |
| 2-0          | Southend-Plymouth        | 2-2         |
| 3-3          | Torquay-Rotherham        | 1-0         |

| andata     | 12ª giornata              | ritorno      |
| 8 ott 2011 |                           | 18 feb. 2012 |
| 1-2        | Aldershot-Macclesfield    | 1-0          |
| 1-0        | Bradford-Torquay          | 2-1          |
| 2-1        | Cheltenham-Dag & Red      | 5-0          |
| 1-3        | Crewe-Southend            | 0-1          |
| 1-1        | Gillingham-Port Vale      | 1-2          |
| 1-2        | Morecambe-AFC Wimbledon   | 1-1          |
| 0-1        | Northampton-Crawley Town  | 1-3          |
| 3-0        | Oxford Utd-Bristol Rovers | 0-0          |
| 2-2        | Plymouth-Accrington S.    | 4-0          |
| 0-1        | Rotherham-Burton Albion   | 1-1          |
| 3-2        | Shrewsbury-Barnet         | 2-1          |
| 3-3        | Swindon-Hereford          | 2-1          |

| andata      | 15ª giornata             | ritorno      |
| 25 ott 2011 |                          | 21 apr. 2012 |
| 2-0         | Aldershot-Burton Albion  | 4-0          |
| 0-3         | Barnet-Southend          | 0-3          |
| 0-3         | Bristol Rovers-Port Vale | 0-1          |
| 0-1         | Cheltenham-Crewe         | 0-1          |
| 3-1         | Crawley Town-Dag & Red   | 1-1          |
| 1-0         | Macclesfield-Bradford    | 0-1          |
| 3-3         | Morecambe-Rotherham      | 2-3          |
| 1-3         | Northampton-Hereford     | 0-0          |
| 5-1         | Oxford United-Plymouth   | 1-1          |
| 1-0         | Shrewsbury-Accrington S. | 1-1          |
| 2-0         | Swindon-Gillingham       | 1-3          |
| 4-0         | Torquay-AFC Wimbledon    | 0-2          |

| andata      | 18ª giornata            | ritorno     |
| 19 nov 2011 |                         | 2 gen. 2011 |
| 1-1         | AFC Wimbledon-Swindon   | 0-2         |
| 1-2         | Aldershot-Gillingham    | 0-1         |
| 2-3         | Bradford-Rotherham      | 0-3         |
| 0-2         | Bristol Rovers-Barnet   | 0-2         |
| 2-0         | Cheltenham-Port Vale    | 2-1         |
| 4-1         | Crawley Town-Oxford Utd | 1-1         |
| 2-3         | Dag & Red-Southend      | 1-1         |
| 2-3         | Hereford-Burton Albion  | 2-0         |
| 1-1         | Macclesfield-Accrington | 0-4         |
| 1-2         | Morecambe-Crewe         | 1-0         |
| 2-7         | Northampton-Shrewsbury  | 1-1         |
| 3-1         | Torquay-Plymouth        | 2-1         |

| andata      | 21ª giornata               | ritorno     |
| 17 dic 2011 |                            | 6 apr. 2012 |
| 3-1         | Accrington Stanley-Torquay | 0-1         |
| 2-2         | Barnet-Cheltenham          | 0-2         |
| 1-1         | Burton Albion-Dag & Red    | 1-1         |
| 1-1         | Crewe-Crawley Town         | 1-1         |
| 4-1         | Gillingham-Bristol Rovers  | 2-2         |
| 2-0         | Oxford United-Northampton  | 1-2         |
| 1-1         | Plymouth-Hereford          | 1-1         |
| 4-0         | Port Vale-Aldershot        | 2-1         |
| 1-0         | Rotherham-AFC Wimbledon    | 2-1         |
| 1-0         | Shrewsbury-Macclesfield    | 3-1         |
| 0-1         | Southend-Bradford          | 0-2         |
| 3-0         | Swindon-Morecambe          | 1-0         |

## Spareggi

### Play-off

#### Tabellone
|  | Semifinali | Semifinali      | Semifinali | Semifinali | Semifinali |  |  | Finale | Finale          | Finale |  |
|  |            |                 |            |            |            |  |  |        |                 |        |  |
|  | 7          | Crewe Alexandra | 1          | 2          | 3          |  |  |        |                 |        |  |
|  | 4          | Southend Utd    | 0          | 2          | 2          |  |  | 7      | Crewe Alexandra | 2      |  |
|  | 6          | Cheltenham Town | 2          | 2          | 4          |  |  | 6      | Cheltenham Town | 0      |  |
|  | 5          | Torquay Utd     | 0          | 1          | 1          |  |  |        |                 |        |  |

#### Semifinali

##### Andata
| Arbitro: | Michael Naylor |

|             |           |  |
| Dugdale 50’ | Marcatori |  |

| Arbitro: | James Adcock |

|                           |           |  |
| McGlashan 27’ Burgess 50’ | Marcatori |  |

##### Ritorno
| Arbitro: | Darren Drysdale |

|                       |           |                              |
| Harris 64’ Barker 87’ | Marcatori | 24’ Leitch-Smith 86’ Clayton |

| Arbitro: | Andy D'Urso |

|            |           |                        |
| Atieno 85’ | Marcatori | 75’ McGlashan 87’ Pack |

#### Finale
| Arbitro: | Craig Pawson |

|  |           |                      |
|  | Marcatori | 15’ Powell 82’ Moore |

## Statistiche

### Squadre

#### Primati stagionali
Squadre
- Maggior numero di vittorie: Swindon Town (29)
- Minor numero di vittorie: Macclesfield Town (8)
- Maggior numero di pareggi: Oxford United (17)
- Minor numero di pareggi: Swindon Town (6)
- Maggior numero di sconfitte: Macclesfield Town (25)
- Minor numero di sconfitte: Crawley Town (8)
- Miglior attacco: Gillingham (79 gol segnati)
- Peggior attacco: Macclesfield Town (39 goal segnati)
- Miglior difesa: Swindon Town (32 gol subiti)
- Peggior difesa: Burton Albion (81 gol subiti)
- Miglior differenza reti: Swindon Town (+43)
- Peggior differenza reti: Barnet e Burton Albion (-27)

Partite
- Partita con maggiore scarto di gol: Bristol Rovers-Burton Albion 7-1
- Partita con più reti: Gillingham-Hereford United 5-4

### Individuali

#### Classifica marcatori
Aggiornata al 27 maggio 2012
| Gol | Rigori |  | Giocatore         | Squadra          |
| --- | ------ |  | ----------------- | ---------------- |
| 18  | 5      |  | Izale McLeod      | Barnet           |
| 18  | 4      |  | Jack Midson       | AFC Wimbledon    |
| 18  | 2      |  | Adebayo Akinfenwa | Northampton Town |
| 18  | 4      |  | Lewis Grabban     | Rotherham United |
| 17  | 3      |  | Marc Richards     | Port Vale        |
| 16  | 4      |  | Matt Harrold      | Bristol Rovers   |
| 15  |        |  | Kevin Ellison     | Morecambe        |
| 14  | 2      |  | James Collins     | Shrewsbury Town  |
| 14  |        |  | Nick Powell       | Crewe Alexandra  |